# El Hassi (Relizane)
El Hassi (în arabă الحاسى) este o comună din provincia Relizane, Algeria.
Populația comunei este de 2.912 locuitori (2008).